# Sphecoidea
Grzebacze (Sphecoidea) – dawniej wyodrębniana nadrodzina owadów z rzędu błonkoskrzydłych (Hymenoptera), obecnie uznawana za grupę parafiletyczną.

## Systematyka
Obecnie grzebacze są zaliczane razem z pszczołami (które od nich pochodzą) do nadrodziny Apoidea. W jej obrębie są podzielone na kilka rodzin.

### Rodziny[4]
- Ampulicidae - grzebacze karaczanowcowate
- Crabronidae - grzebacze otrętwiaczowate
- Sphecidae (syn. Sphegidae) - grzebacze szczerklinowate
- Angarosphecidae (wymarłe, w niektórych klasyfikacjach w randze podrodziny[2])
- Heterogynaidae

## Charakterystyka
Ciało grzebaczy jest smukłe, przedplecze podobne jak u pszczół. Języczek szeroki i wycięty, a nadstopie tylnych nóg nie rozszerzone i skąpo owłosione. Samice budują gniazda w piasku, otworach drewna i szczelinach kamieni lub lepią je z ziemi i zawieszają swobodnie. W gniazdach gromadzą sparaliżowane jadem owady lub pajęczaki, które stanowią pokarm dla ich larw.
W Polsce występuje ponad 200 gatunków.